# Villeneuve-sur-Verberie
Villeneuve-sur-Verberie település Franciaországban, Oise megyében. Lakosainak száma 718 fő (2022. január 1.). Villeneuve-sur-Verberie Rhuis, Brasseuse, Pontpoint, Raray, Roberval, Verberie és Villers-Saint-Frambourg-Ognon községekkel határos.

## Népesség
A település népessége az elmúlt években az alábbi módon változott:
| Lakosok száma | 657  | 646  | 636  | 652  | 664  | 682  | 700  | 718  |
|               | 2013 | 2015 | 2017 | 2018 | 2019 | 2020 | 2021 | 2022 |